# Tillfällig hörselnedsättning
Tillfällig hörselnedsättning (engelska: Temporary Threshold Shift, TTS), är en tillfällig förändring i hörseln som innebär att en individ behöver högre ljudnivåer än tidigare för att uppfatta ljudet som normalt. Ljudet upplevs vara svagare än vad det egentligen är, som betyder att hörseln tillfälligt försämras. Andra följder kan även vara tinnitus och lockkänsla. Fenomenet uppstår till följd av exponering för höga ljudnivåer under en kortare eller längre tidsperiod  .
Efter exponering för starkt ljud är örat i behov av vila. Begreppet hörseltrötthet (engelska: auditory fatigue) används också för att beskriva förändringen i hörseln, men benämningen temporär tröskelförskjutning syftar på att specificera den tillfälliga förändringen i hörtrösklar som uppstår.
Efter vila från ljud, brukar hörseln återgå till de normala ursprungliga hörtrösklarna. Dock är det viktigt att förstå att den temporära förändringen är ett varningstecken på att man blivit utsatt för skadliga ljudnivåer. Fortsatt exponering för höga ljudnivåer kan resultera i permanent tröskelförskjutning, permanent hörselnedsättning som hörseln inte återhämtar sig från.